# インド大反乱
インド大反乱（インドだいはんらん、英: Indian Rebellion, Indian Mutiny, Indian Insurrection）は、1857年から1858年の間にインドで起きたイギリスの植民地支配に対する反乱、民族的抵抗運動のことである。かつてはシパーヒーの乱、セポイの反乱、セポイの乱（Sepoy Mutiny）と呼ばれたが、反乱参加者の出身・身分が多岐にわたり、インド社会全体に広がっていた事から、最近では「インド大反乱」と呼ばれる様になっている。
これらはいずれもイギリス側の呼称であり、独立したインド側からは第一次インド独立戦争（First War of Independence）と呼ばれており、大反乱（Great Rebellion）、1857年の反乱（Revolt of 1857）など複数の呼称がある。

## 背景

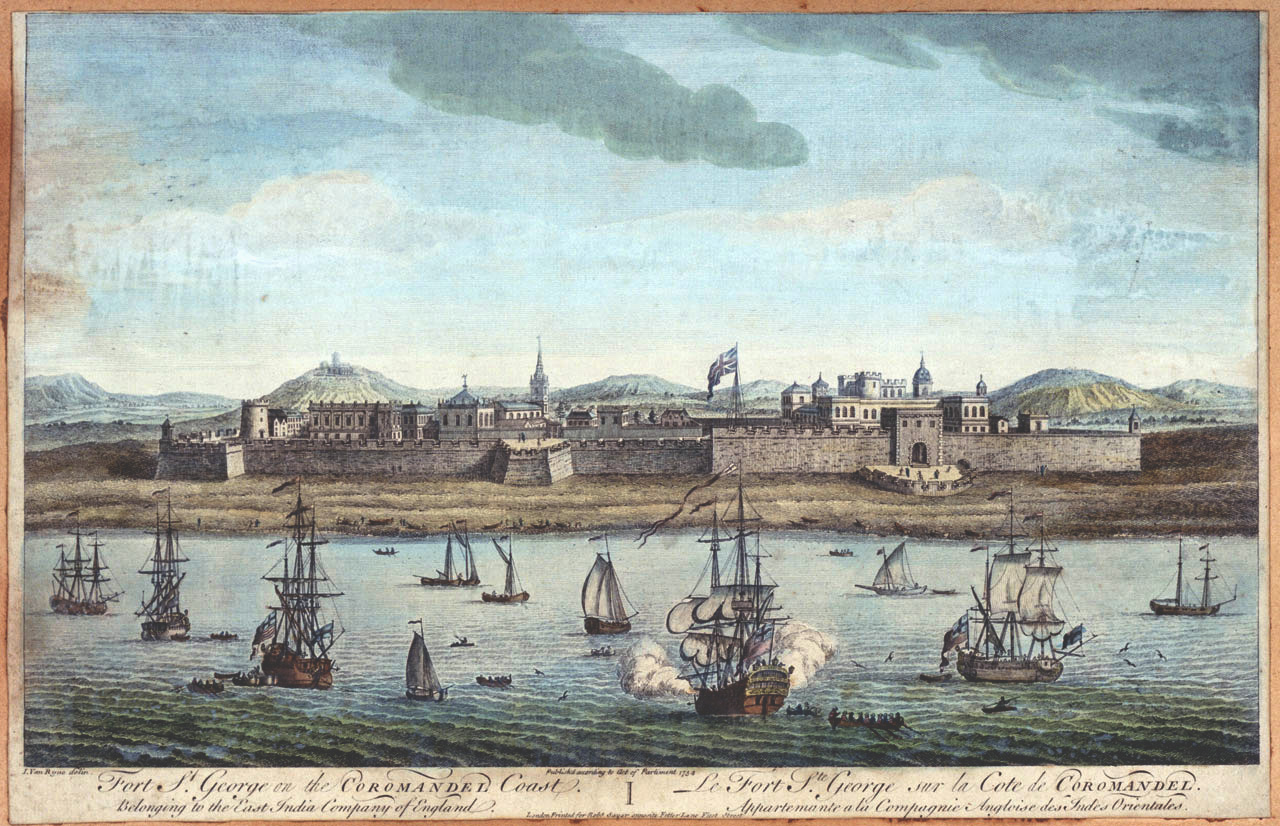
マドラスのセント・ジョージ要塞

イギリスは、1623年のアンボイナ事件以降インドネシアを断念し、インドへの進出を開始した。イギリス東インド会社はカルカッタ、ボンベイ、マドラスを拠点に本格的にインドの植民地化をすすめ、ムガル帝国を形骸化させていった。
このときイギリスは、インドを本国で製品を生産するための原料供給地並びに、自国の綿製品を売り込む市場と位置づけたため、インドの資源はイギリスに吸い取られ、産業革命を成功させた大量の良質な綿製品がインドに流入したため、極端なインフレ状態になり国内は混乱し土着の綿工業は急激に衰退した。
この過程で権力や財産を失ったかつての支配階層から、木綿工業の衰退による失業者まで、階層を問わず、また市民・農民の区別なく多くのインド人がイギリスへの反感を持つに至り、反乱への参加者の増加につながった。
インドは多民族が居住しているためもともと国内に多くの不和があり、ムガル帝国の衰退によってマラーター同盟をはじめとする国内勢力が半ば独立していた状態であったため、これまで組織だったイギリスへの反抗は起きて来なかった。
そのため、この大反乱はインドで初めての民族的反乱とされている。
大反乱発生の背景には、いくつかの点が指摘されている。
1. イギリス東インド会社がザミーンダーリー制やライーヤトワーリー制など近代的土地所有制度を導入したことによる、農村の変容と従来の地主層の没落[4]。
2. インドの物価騰貴にもかかわらず、シパーヒーの給料が据え置かれたことや昇進の遅さ等によって、シパーヒーの不満が蓄積していた[5]。

また、シパーヒー側が宗教上の理由から海外出征を拒否するケースが続出し、シパーヒー側とイギリス東インド会社側の対立が生じていた。
1. インド総督・ダルフージーの失権の原理[注 1]による藩王国の強引な併合。彼が総督であった期間はサーターラー藩王国、ナーグプル藩王国、ジャーンシー藩王国といった数多くの藩王国が併合された。また、旧マラーター王国の宰相バージー・ラーオ2世の養子ナーナー・サーヒブもこの原理に基づき、父が受給していた年金の相続を拒否された。
2. 北インド最大の藩王国・アワド藩王国の内政紊乱を理由とした取りつぶし（1856年）。ベンガル管区においてアワド出身のシパーヒーは3分の1を占めていたため[7]、併合はこの地の出身者であるシパーヒー達多数の反感を買った[8]。また、この藩王国に仕えていた貴族、役人、軍人といった人々は失業し、彼らを相手にしていた商人・手工業者も生活の術を失った[9]。

さらにアワドの直轄化によって地主（タールクダール）らは土地を没収され、その数は21,000人に及んだ。
などである。

## 反乱の経過

### 反乱の発生

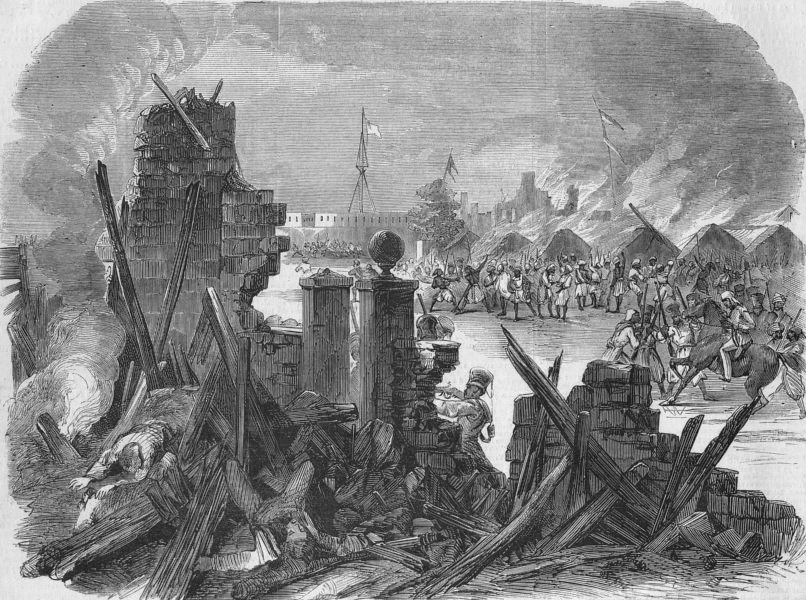
メーラトでセポイの反乱（イラストレイテド・ロンドン・ニュース、1857年）

この大反乱は、1857年5月10日にインド北部の都市メーラトでシパーヒーが蜂起したことに始まる。
シパーヒー（sipahi）とはイギリス東インド会社が編成したインド人傭兵のことで、セポイ（sepoy）ともいわれる。
この傭兵団は上層カーストに位置するヒンドゥー教徒と上流階級のムスリム（イスラーム教徒）で構成されていた。彼らが反乱を起こした直接的な原因は、イギリス本国で新たに採用されたライフル銃であるエンフィールド銃の薬包に、ヒンドゥー教徒が神聖視する牛の脂とムスリムが不浄とみなしている豚の脂が使われており、この銃がシパーヒーにも配備されるという噂が流れたことである。
19世紀半ばから始まった、銃器の技術革新の最初の成果だったエンフィールド銃は紙製の薬包を使用しており、この薬包には防湿油として脂が塗られていた。この薬包を使ってエンフィールド銃を装填する際には、まず口で薬包の端を食いちぎって火薬を銃口から流し込み、弾丸と弾押さえを押しこまなければならなかった。
噂が本当であれば、彼らは戦闘時に宗教的禁忌を犯すことになってしまう。彼らはこれをキリスト教への改宗を強いるための陰謀とみなして弾薬の受領を拒否するなどしたが、これらの行為は懲罰の対象とされた。
東インド会社は緊迫する状況を打開するため、牛豚脂使用の噂を否定したが、それでも信用されなかった。さらに、気になるのであれば口で噛み切らずに手で開封してもよいとも通達したが、不信は解消されなかった。
ヒンドゥー教徒にしてみれば神聖な牛がそのような目的で殺されていること自体が納得できるものでなく、ムスリムにしてみれば豚脂を手で触る事も不浄な行為であった。
結果、シパーヒーはついに反乱を起こすに至ったのである。ただしこれはあくまできっかけであり、反乱勃発の原因としては上述の通りである。
彼ら反乱軍は、牛豚脂が塗られているとされた紙薬包しか手元にないときは、ためらうことなくそれを噛み切ったとされる。
ヒンドゥー教徒にとってみれば彼らが紙包を噛み切る事と関係無く既に牛は屠殺されているのであり、ムスリムにおいては緊急避難としてなら豚肉を食べる事も認められていたからである。

### 反乱の拡大

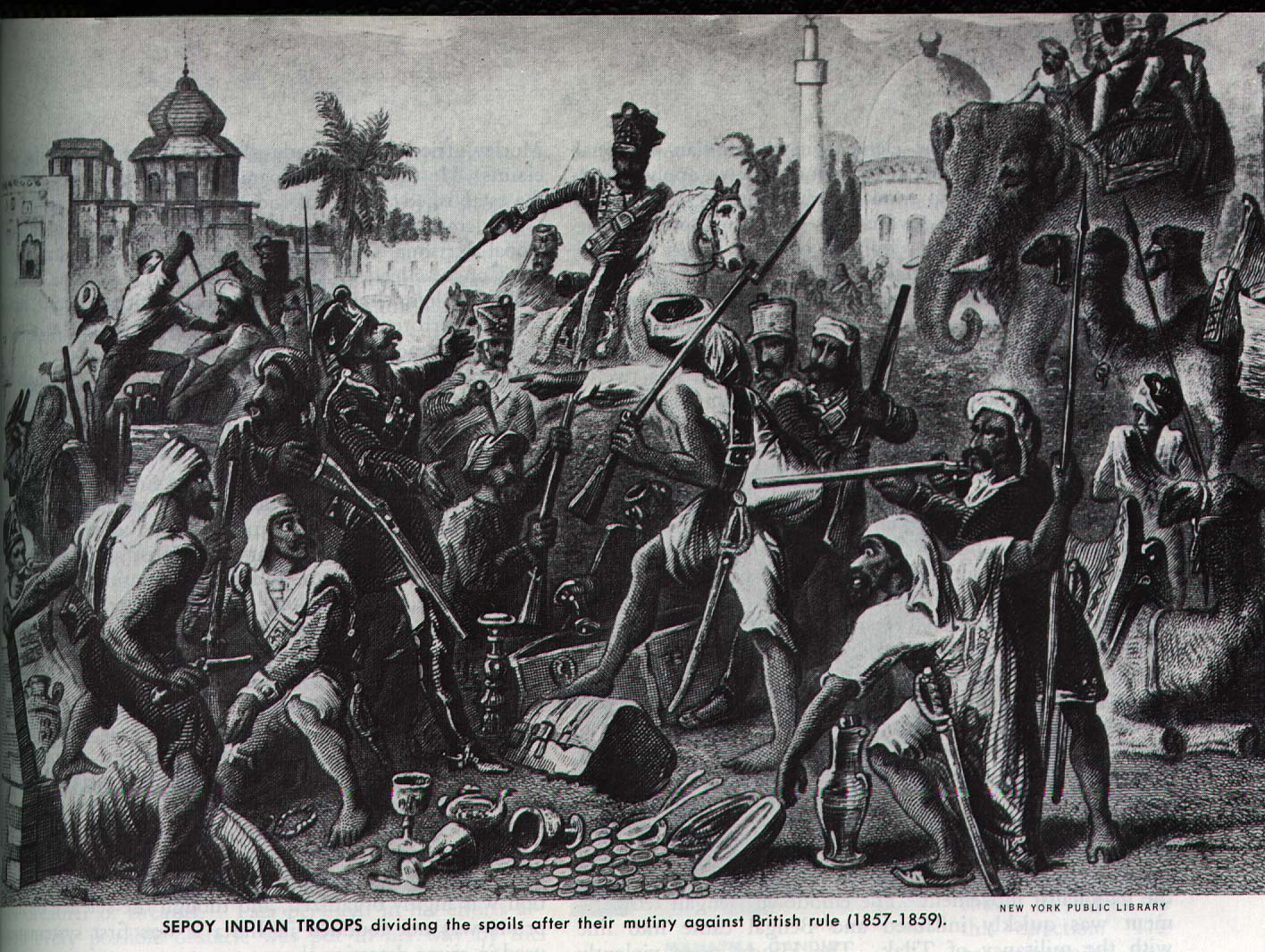
インド大反乱

メーラトの反乱部隊は翌11日にデリーに到着し、デリー駐留のシパーヒー部隊を味方につけて駐留イギリス軍を駆逐、デリーを占拠した。
ムガル皇帝バハードゥル・シャー2世を反乱軍の最高指導者とし、皇帝復権を宣言して対イギリス戦争開始を表明した。
バハードゥル・シャー2世は彼らに身をゆだねるほかなく、その夜に「ヒンドゥスターンの皇帝」としてイギリスに宣戦布告する言文を発した。
この反乱を機に、旧王侯、旧地主、農民、都市住民ら反英勢力が、宗教・階級の枠を越えて一斉に蜂起した。
カーンプルではナーナー・サーヒブとその武将ターンティヤー・トーペーが、ジャーンシーではラクシュミー・バーイーが、ビハールでは大領主クンワル・シングといった指導者が立ち上がり、兵を率いてイギリス軍に抵抗した。
また、アワドではカルカッタに追放された藩王の王妃ハズラト・マハルが息子ビルジース・カドルを擁し、アワド王（ナワーブ）である宣言し、シパーヒー、農民、領主（ザミーンダール、タールクダール）らの支持を得た。
反乱はイギリス直轄領、旧藩王国領をはじめ、北インドを中心におよそインドの3分の2近くの地域に拡大し、前年に併合されたアワドは特に反乱の勢いが激しかった。
また、デリーでは7月にバフト・ハーンの率いる軍が到着したことから反乱軍が勢いづき、デリー防衛戦を優位に進めた。デリーではムガル帝国の国家体制が一時整えられたかに見えた。
しかし、内紛もあり反乱軍はまとまりを欠き、支配地域の拡大にも陰りが見え始めた。
シパーヒー達は高位高官についた経験がない者が殆どで、有能な指揮官に事欠いていた。シパーヒーが離脱したことによって兵力不足となっていたイギリスは、周辺民族や旧支配階級を懐柔するなど政治的工作を実施し、結果大半の藩王国を味方につけたほか、ネパール王国のグルカ兵をはじめとする傭兵を投入したほか、反乱勢力鎮圧に向けて組織を立て直し反乱軍に対する攻勢を強めた。
同年8月からはデリーの反乱軍は劣勢となり、9月になるとイギリス軍のデリー総攻撃が開始、バハードゥル・シャー2世は王城デリー城から脱出し、イギリスに投降した。デリーにおける大反乱は4ヶ月で終結した。
その後、大反乱の舞台は地方に移ることになる。メーラトの反乱後、反乱はインド北部（特にガンジス川流域）を中心に拡大しており、カーンプルやアワド、ビハールなどで反乱地方政権がイギリスの相手となった。
有名な激戦地はジャーンシー、グワーリヤルであり、騎兵を率いて「インドのジャンヌ・ダルク」と呼ばれた王妃ラクシュミー・バーイーの抵抗にイギリスは苦戦し、1858年6月まで戦いは続いた。

### 反乱の収束

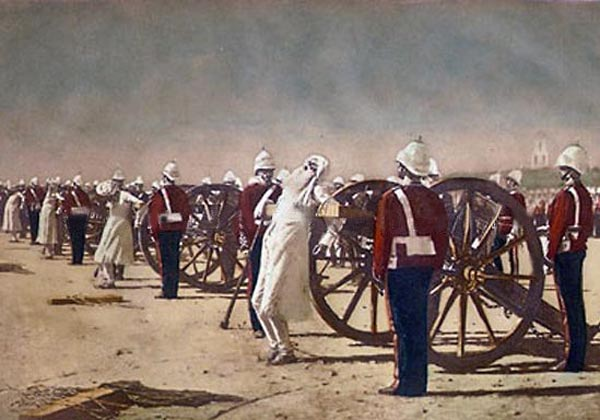
ヴェレシチャーギンが1884年に描いた絵画。反乱軍兵士を砲に括り付け、木の弾丸を発射する英軍による見せしめ。兵士の軍装は反乱当時のものではなく描いた年代のものである。

イギリスは反乱の原因となったエンフィールド銃を大量に配備し、不正確な命中精度で短い射程でしか射撃できない旧式の滑腔銃を持った反乱軍を射程外の距離から正確に射撃する事で圧倒した。
また、捕虜となった反乱軍兵士を大砲の砲口に縛り付け、木製の砲弾を発射して身体を四散させる残虐な処刑を見せしめとして行い、恐怖で反乱軍とインド民衆の士気を挫こうとした。
ムガル皇帝バハードゥル・シャー2世が先導者として力不足であったことなども影響し、ラクシュミー・バーイーなどの活躍はあったものの、統一を欠いた反乱軍は最終的には個別撃破されて消滅した。とはいえ、1859年中ごろまでバフト・ハーン、ターンティヤー・トーペーといったゲリラ勢力の抵抗は続いた。

## 影響

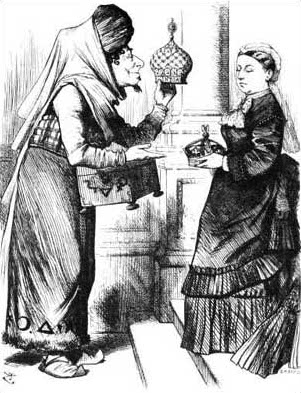
女帝位を欲しがるヴィクトリア女王を皮肉った風刺画。インド人の格好をしたベンジャミン・ディズレーリがヴィクトリアとインド帝冠とイギリス王冠の交換をしている。

反乱の失敗によってムガル帝国は名実共に消滅、皇帝バハードゥル・シャー2世は有罪の判決を受け、廃位されてビルマに流刑となり、反植民地運動は衰勢となった。イギリス政府は、一会社に広大なインドの領土を託すことの限界であるとして、この反乱の全責任を負わせる形でイギリス東インド会社を解散させ、インドを直接統治することにした（1858年インド統治法）。
そして、1877年にはイギリスのヴィクトリア女王を皇帝とするインド帝国の成立を宣言し、形式的にも本国政府がインドを統治することとなった。
多くの藩王国が叛乱に対して非好意的もしくは敵対的でもあったため、イギリスは藩王国をインド支配における傀儡勢力として保護し、養子による相続も認められるようになった。しかし、そのことが第二次大戦後の1947年に独立したインドによる報復として藩王国の廃止とさらにその後の年金廃止へとつながっていくこととなる。